# DanHatch
DanHatch Holding A/S er en international dansk rugerikoncern med hovedkvarter i Vrå. Virksomheden er specialiseret i produktion af rugeæg og daggamle slagtekyllinger. Det foregår igennem datterselskaber i Danmark, Polen, Finland og Frankrig. DanHatch er ejet af de to danske landbrugskoncerner Danish Agro (50 %) og DLG (50 %). De har en årsproduktion på 590 mio. rugeæg og 490 mio. daggamle slagtekyllinger. Desuden har de en slagtekyllingeproduktion igennem selskabet DanBroiler A/S. I 2022 begyndte de at afvikle deres produktion af grise. Danhatch Denmark A/S blev etableret i 1980. I 2016 fik virksomheden en overbygning med et holdingselskab. Der er 315 ansatte. I 2023 omsatte de for 1,287 mia. danske kroner.